# Union (Kentucky)

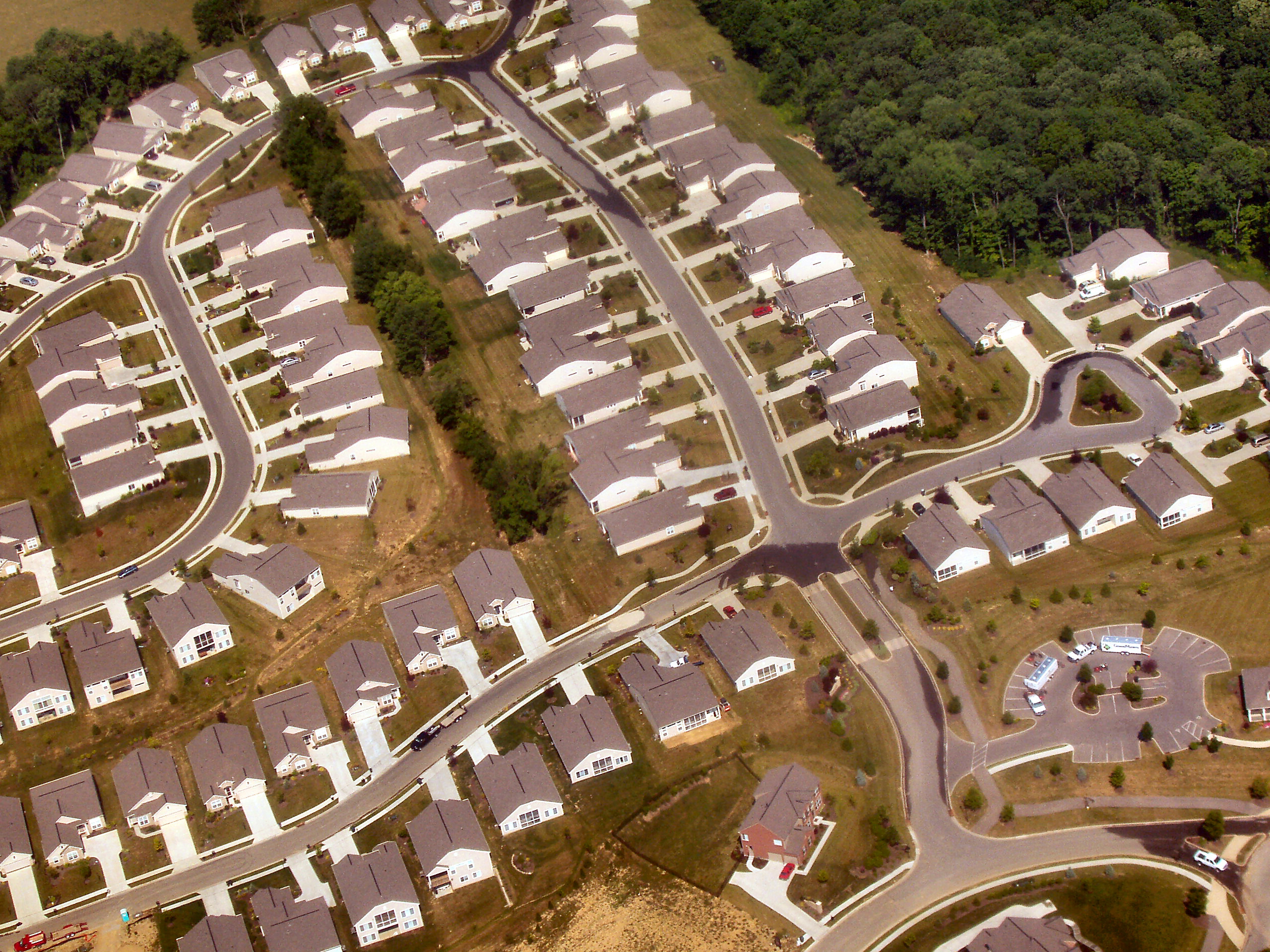
Huizen in Union

Union is een plaats (city) in het noorden van de Amerikaanse staat Kentucky, en valt bestuurlijk gezien onder Boone County. Het stadje is feitelijk een voorstad van Cincinnati, dat aan de andere zijde van de Ohio in de staat Ohio ligt.

## Demografie
Bij de volkstelling in 2000 werd het aantal inwoners vastgesteld op 2893.
In 2006 is het aantal inwoners door het United States Census Bureau geschat op 3479, een stijging van 586 (20,3%). Uit Kentucky komt de acteur Josh Hutcherson, die onder andere bekend is geworden met zijn rol in de Hongerspelen (The Hunger Games) als Peeta Mellark.

## Geografie
Volgens het United States Census Bureau beslaat de plaats een oppervlakte van
8,4 km², geheel bestaande uit land. Union ligt op ongeveer 280 m boven zeeniveau.

## Plaatsen in de nabije omgeving
De onderstaande figuur toont nabijgelegen plaatsen in een straal van 12 km rond Union.